# Altijero Spineli
Altijero Spineli (ital. Altiero Spinelli, rođen 31. avgusta 1907. u Rimu; umro 23. maja 1986. u Rimu) bio je italijanski političar, politički teoretičar i zagovornik evropskog federalizma. Često se naziva ocem Evropske unije zbog značajne uloge koju je imao u procesu evropske integracije nakon Drugog svetskog rata.

## Biografija
Spineli je u mladosti bio član Komunističke partije Italije. Tokom nacionalističkog ustanka pod vođstvom Benita Musolinija, Spineli je kao radikalni novinar 1927. uhapšen nakon čega je u zatvoru proveo 10 godina. Za vreme rata bio je zatvoren na tirenskom ostrvu Ventoten, zajedno s još 800 drugih protivnika režima.
Godine 1970. postao je visoki zvaničnik Evropske komisije za industrijsku politiku. Sa tog položaja otišao je 1976, a 1979. izabran je za poslanika u Evropskom parlamentu.

## Ventotenski manifest
Ventotenski manifest (izvorno Via libera e unita un'Europa. Progetto d'un manifesto; /Za slobodnu i ujedinjenu Evropu. Projekt manifesta/) je program iz 1941. koje su potpisali italijanski antifašisti Altijero Spineli, Ernesto Rosi i Euđenio Kolorni i u kojem se prvi put pominje ideja evropskog federalizma. U Manifestu se kao uzrok Drugog svetskog rata navodi ideje suverenosti nacionalnih država pa autori pozivaju na održanje mira i slobode i osnivanje evropske federalne države revolucionarnim metodama, te staju u odbranu socijalističkih i komunističkih pogleda na ekonomiju. Ventotenski manifest je jedan od prvih značajnih programa evropske integracije.

## Spoljašnje veze
- Spineli grupa
- Mladi evropski federalisti
- Unija evropskih federalista Архивирано на веб-сајту  (12. април 2010)
- Ujedinjena Evropa Архивирано на веб-сајту  (23. мај 2011)
- Moja evropa
- European Integration: Westphalian Cooperation or Federalization?
- Political speeches by Victor Hugo: Victor Hugo, My Revenge is Fraternity!, where he used the term United States of Europe.
- Habermas, Jürgen. Towards a United States of Europe, signandsight.com
- Storm over federal Europe call, BBC News Online, 13 May 2000
- Analysis: What would a federal Europe look like? Архивирано на веб-сајту  (13. август 2007)
- ‘Tiny, charming island offers taste of pure Italy’, cnn.com/travel, October 6, 2008.